# It's Only Love (ZZ Top)
It's Only Love è un singolo del gruppo musicale statunitense ZZ Top, pubblicato nel 1976 come primo estratto dal quinto album in studio Tejas.

## Tracce
7"
1. It's Only Love
2. Asleep in the Desert

## Formazione
- Billy Gibbons – chitarra, voce
- Dusty Hill – basso, voce
- Frank Beard – batteria